# Tylos ochri
Tylos ochri là một loài chân đều trong họ Tylidae. Loài này được Roman miêu tả khoa học năm 1977.